# Polinyà de Xúquer
Polinyà de Xúquer, en valencien et officiellement, (Poliñá de Júcar en castillan), est une commune d'Espagne de la province de Valence dans la Communauté valencienne. Elle est située dans la comarque de la Ribera Baixa et dans la zone à prédominance linguistique valencienne.

## Géographie

Localisation de Polinyà de Xúquer
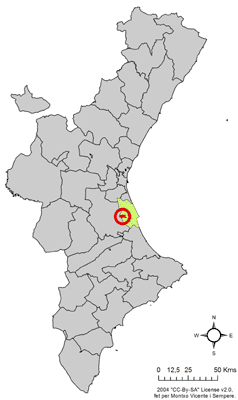
dans la Communauté valencienne.
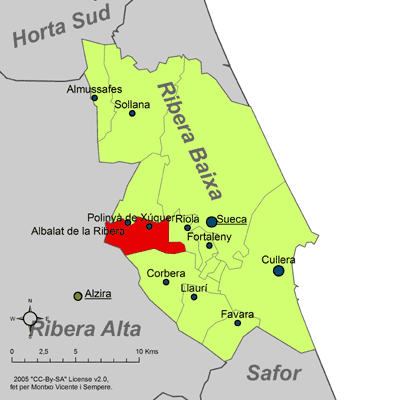
dans la comarque de la Ribera Baixa.

### Localités limitrophes
Le territoire municipal de Polinyà de Xúquer est voisin de celui des communes suivantes :
Albalat de la Ribera, Benicull de Xúquer, Alzira, Algemesí, Corbera, Cullera, Riola et Sueca, toutes situées dans la province de Valence.

## Démographie
| 3.104 | 3.089 | 3.127 | 3.048 | 3.031 | 3.031 | 3.016 | 2.231 | 2.244 | 2.404 | 2.479 |

### Sources
- (es) Cet article est partiellement ou en totalité issu de l’article de Wikipédia en espagnol intitulé « Poliñá de Júcar » (voir la liste des auteurs).
- (es) Varaciones de los municipios de España desde 1842, Ministerio de administraciones públicas, octobre 2008, 364 p. (lire en ligne) [PDF]